# Ukrainische Botschaft in Nairobi

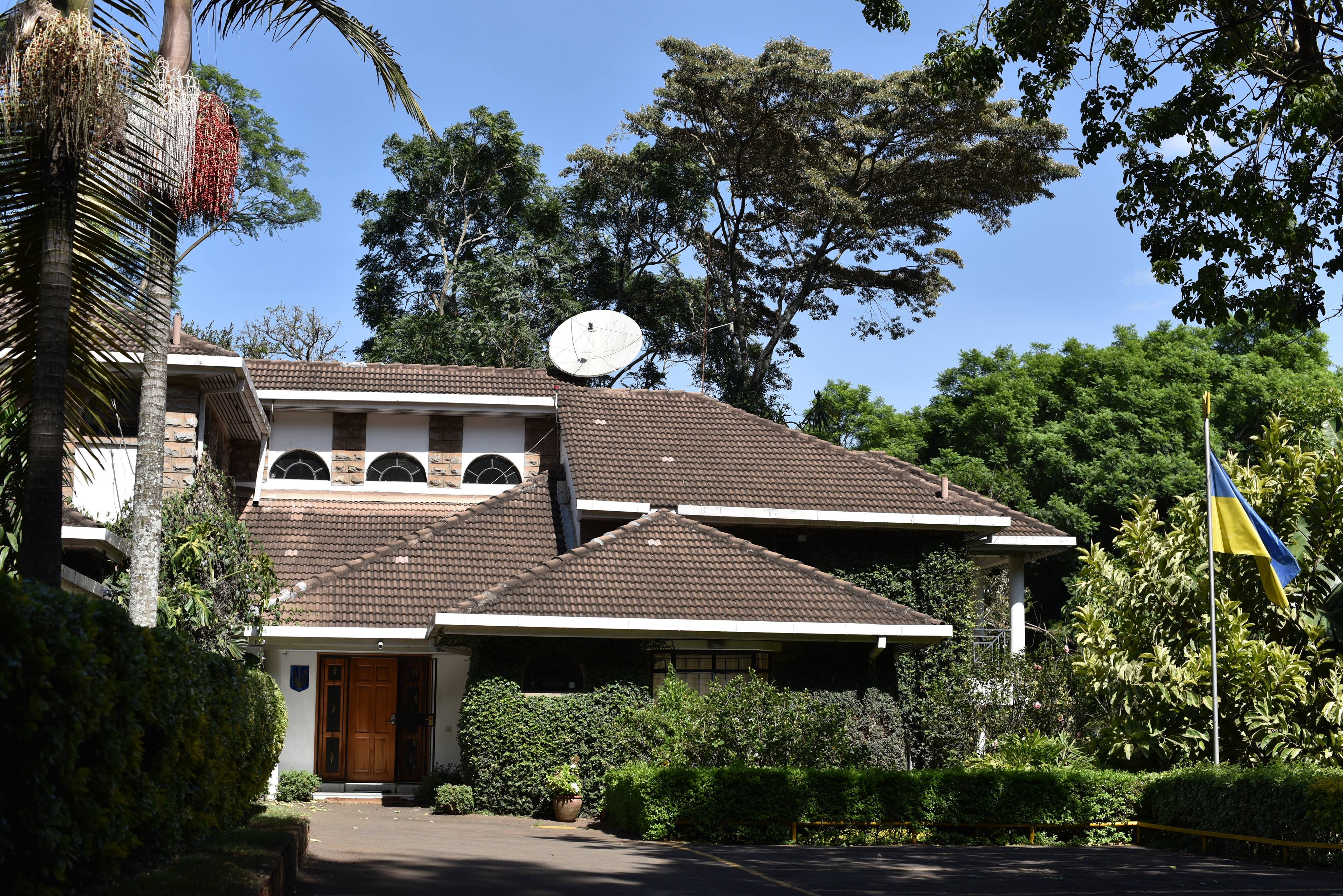
Botschaftsgebäude in Nairobi, 2019

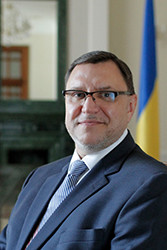
Andrij Prawednyk, 2020

Die ukrainische Botschaft in Nairobi ist die diplomatische Vertretung der Ukraine in Kenia. Das Botschaftsgebäude befindet sich im Stadtteil Muthaiga im Norden der Hauptstadt Nairobi.

## Diplomatische Beziehungen
Nach dem Zerfall der Sowjetunion erklärte sich die Ukraine im August 1991 für unabhängig. Kenia erkannte die Unabhängigkeit der Ukraine an und am 5. Mai 1993 wurden die diplomatischen Beziehungen aufgenommen.
Außerordentlicher und bevollmächtigter Botschafter der Ukraine in Kenia ist seit September 2018 Andrij Prawednyk. Im März 2019 wurde er ständiger Vertreter seines Landes beim Umweltprogramm der Vereinten Nationen (UNEP) sowie bei deren Programm für menschliche Siedlungen (UN-HABITAT). Mit Sitz in Nairobi ist er auch Botschafter der Ukraine in Burundi, Malawi, Ruanda, Tansania, Uganda sowie bei der Union der Komoren. Zu seinen Vorgängern gehörte von 2015 bis 2018 Jewhenij Zymbaljuk.

## Konsulareinrichtungen der Ukraine in Kenia
Neben der Konsularabteilung der Botschaft in Nairobi besteht ein Honorarkonsulat in Mombasa.

## Belege
1. ↑  Ukrainische Botschaft: Bilateral agreements. Englisch, abgerufen am 29. Mai 2025.
2. ↑  Ukrainische Botschaft: Pravednyk Andrii. Curriculum Vitae. Englisch, abgerufen am 29. Mai 2025.
3. ↑  Ukrainische Botschaft: Honorary Consulates of Ukraine. Englisch, abgerufen am 29. Mai 2025.

Koordinaten: 1° 15′ 6,2″ S, 36° 49′ 8″ O